# Horacio Muñoz
Horacio Muñoz (, 1896. május 18. – ?, 1934. szeptember 4.) chilei válogatott labdarúgókapus.
A chilei válogatott tagjaként részt vett az 1917-es, az 1919-es és az 1920-as Dél-amerikai bajnokságon, illetve az 1930-as világbajnokságon.

## Külső hivatkozások
- Horacio Muñoz a FIFA.com honlapján Archiválva 2015. február 6-i dátummal a Wayback Machine-ben